# Andressa Cavalari Machry
Andressa Cavalari Machry, bekannt als Andressa und, zur Unterscheidung von Andressa Alves, Andressinha (* 1. Mai 1995 in Roque Gonzales) ist eine brasilianische Fußballspielerin.

## Karriere

### Verein
Andressa spielte von 2012 bis 2015 in der ersten Mannschaft des brasilianischen Erstligisten AE Kindermann, mit dem sie im Jahr 2015 den brasilianischen Pokalwettbewerb gewann. Im Anschluss an die Weltmeisterschaft 2015 wechselte sie zum NWSL-Teilnehmer Houston Dash, bei dem bereits ihre Landsfrau und frühere Mitspielerin bei Kindermann Camila unter Vertrag stand. Ihr erstes Tor in der NWSL erzielte Andressa am 23. April 2016 bei einer 1:3-Niederlage gegen den Liganeuling Orlando Pride.
Seit dem Oktober 2017 spielte Andressa wiederholt auf Leihbasis beim EC Iranduba im Amazonas. Zur Saison 2018 kehrte sie in die NWSL zurück und schloss sich dem Portland Thorns FC an. Seit 2022 ist Andressa eine Stammspielerin bei Palmeiras São Paulo, mit dem sie im selben Jahr die Copa Libertadores gewann. In der Halbfinalbegegnung der Copa Libertadores 2023 am 17. Oktober 2023 gegen Atlético Nacional zog sie sich in den ersten Spielminuten einen Kreuzbandriss zu, was eine mehrmonatige Regenerationsphase nach sich zog.

### Nationalmannschaft
Andressa durchlief mehrere Nachwuchsnationalmannschaften des brasilianischen Fußballverbandes und nahm mit diesen unter anderem an den U-17-Weltmeisterschaften 2010 und 2012 sowie der U-20-Fußball-Weltmeisterschaft der Frauen 2014 teil. Mit der A-Nationalmannschaft nahm sie im Jahr 2015 an der Fußball-Weltmeisterschaft und siegreich an den Panamerikanischen Spielen teil und bestritt jeweils alle Partien Brasiliens. Bei der Weltmeisterschaft 2019 in Frankreich kam sie zu zwei Einsätzen gegen Italien und Frankreich.

## Erfolge
- U-17-Fußball-Südamerikameisterschaft der Frauen: 2012
- 2014: Südamerikameisterin
- 2014: U-20 Südamerikameisterin
- 2015: Copa do Brasil (SE Kindermann)
- 2015: Gewinn der Panamerikanischen Spiele
- 2017: Gewinnerin des Vier-Nationen-Turniers in China
- 2017: Staatsmeisterin von Amazonas
- 2018: Südamerikameisterin
- 2020: Brasilianische Meisterin
- 2020: Staatsmeisterin von São Paulo
- 2021: Brasilianische Meisterin
- 2021: Staatsmeisterin von São Paulo
- 2022: CONMEBOL Copa Libertadores
- 2022: Staatsmeisterin von São Paulo

## Auszeichnungen
- Prêmio Craque do Brasileirão: 
  - Mannschaft des Jahres: 2020[5]
- Torschützenkönigin U-20-Fußball-Südamerikameisterschaft der Frauen: 2014